# 塔塔區

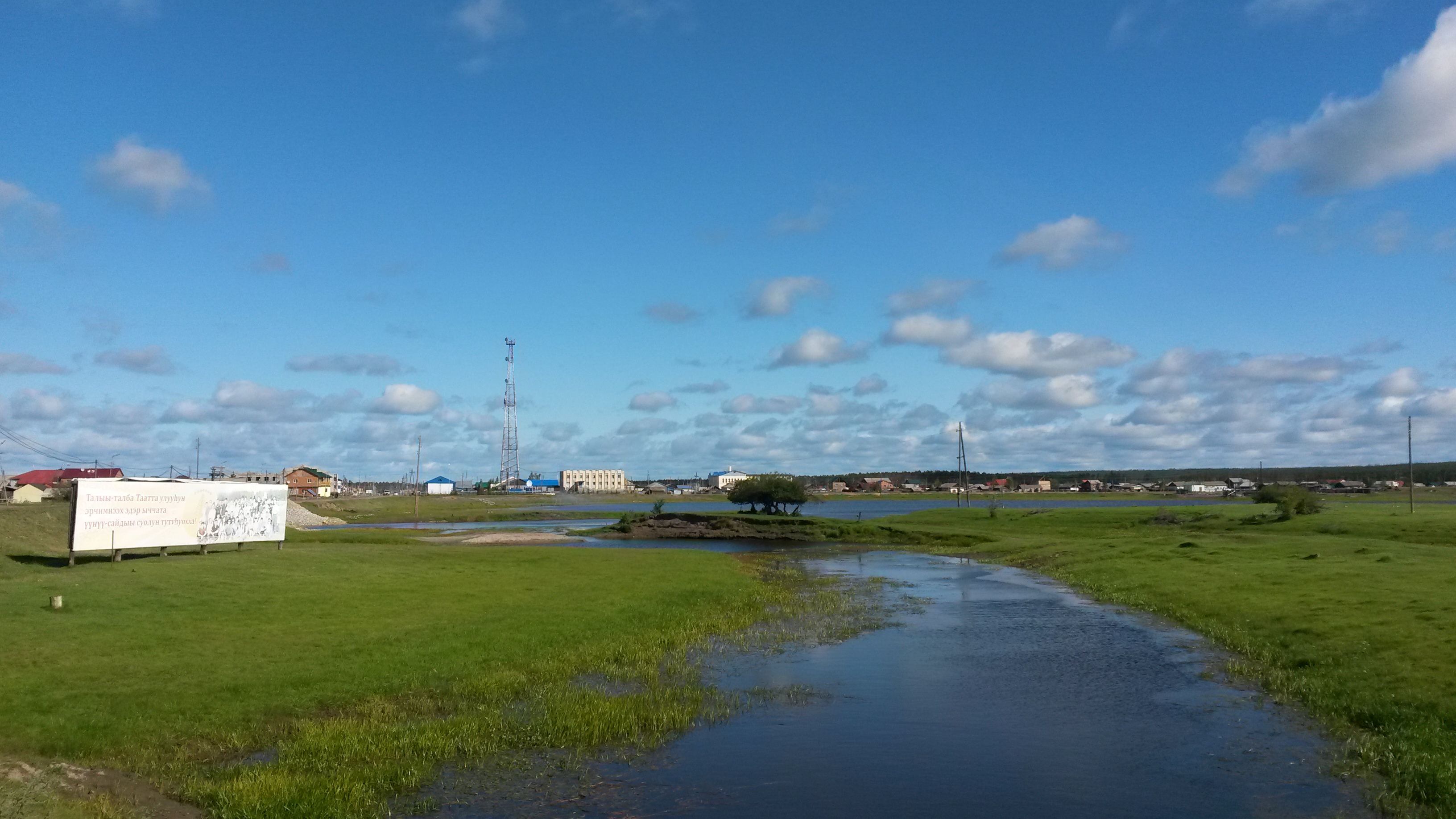

62°19′N 133°30′E / 62.317°N 133.500°E
塔塔區（俄语：Таттинский улус）是俄羅斯的一個區，位於該國東部，由薩哈共和國負責管轄，始建於1930年5月25日，面積19,000平方公里，2010年人口17,242，人口密度每平方公里0.91人。